# 拜倫鎮區 (伊利諾伊州奧格爾縣)
拜倫鎮區（英語：Byron Township）是位於美國伊利諾伊州奧格爾縣的一個行政鎮區。

## 地方資料
根據2010年美國人口普查的數據，拜倫鎮區的面積為96.50平方千米，當中陸地面積為95.00平方千米，而水域面積為1.50平方千米。當地共有人口6336人，而人口密度為每平方千米65.66人。